# 市進予備校
市進予備校（いちしんよびこう）とは、株式会社市進が運営する予備校。市進学院の姉妹校。「現役主義」として高校生を対象としており、過年度生は受け入れていない。

## 概要
市進学院に在籍していた生徒は入会金なしで入学できる。3月スタート、2月終了（ただし、高3の地歴と理科は2月からスタートする）。授業は1～1.5ヶ月を一つの単位とする「ターム」で区切られている。
中1～高2までの学年の授業は、原則として「カンフェリー」と呼ばれる生徒の進路相談を担当する人が兼任する。高3は非常勤講師が授業を持つ。どの学年もオリジナルの問題集で授業をするが、中1･2向けのテキストは市進学院のものと共通の部分もある。
「ウイングネット」という映像講座もあり、どの時間帯でも授業を受講することができる。欠席授業の振り替えにも利用したり、他学年の授業を受けることも可能。（例として高2の生徒が高3の物理を取るなど）。なお、一部の校舎では設置していないクラス、科目がある。
河合塾などと掛け持ちしている講師が多い。一方で、ライブ授業の減少により市進を離れた講師がここ最近増えている。

## 教室一覧
- 市川校
- 千葉校
- 八千代台校
- 柏校
- 検見川浜校
- 南浦和校
- 春日部校
- 八王子校
- 所沢校
- 溝の口校
- 町田校
- 川越校
- 聖蹟桜ヶ丘校
- 津田沼校
- prep15水道橋校

※水道橋校は「市進prep15水道橋校」として、東大・難関国立大の進学を目指して、中高一貫校の別カリキュラムで授業をしていたが、平成20年度末に廃校。